# Piriqueta flammea
Piriqueta flammea är en passionsblomsväxtart som först beskrevs av Suesseng., och fick sitt nu gällande namn av M.M. Arbo. Piriqueta flammea ingår i släktet Piriqueta och familjen passionsblomsväxter. Inga underarter finns listade i Catalogue of Life.